# Árpád Mühle
Árpád Mühle, cunoscut și sub pseudonimul de Linné der Pflanzer, (n. 7 noiembrie 1870, Timișoara, Austro-Ungaria – d. 22 iulie 1930, Sinaia, Prahova, România) a fost un arhitect peisagist, cultivator de trandafiri, consilier comercial cezaro-crăiesc și autor de specialitate.

## Biografie
Árpád Mühle s-a născut în 7 noiembrie 1870 la Timișoara, fiind fiul arhitectului peisagist Wilhelm Mühle. După ce a urmat Liceul Piarist, a întreprins o serie de călătorii de studii în Germania, Luxemburg, Belgia, Olanda și SUA. În 1898 a preluat afacerea de grădinărit a tatălui său, pe care a modernizat-o. De exemplu, a introdus încălzirea în serele afacerii tatălui său, ceea ce a făcut posibil exportul de plante și flori tăiate în sezonul rece.
Árpád Mühle a fost furnizor al caselor regale din România, Iugoslavia și Bulgaria. La București a participat la proiectarea Parcului Cișmigiu. La Sinaia, împreună cu directorul horticulturii casei regale române, Guttmann, a proiectat parcul orașului de la Castelul Peleș. În capitala Bulgariei, Sofia, a conceput Grădina Japoneză, iar pe insula Prinkipo din Marea Marmara, în apropiere de Istanbul, a amenajat un parc. Pentru aceasta, sultanul i-a acordat Ordinul Medjidie. Datorită statisticilor sale privind exportul de produse agricole și horticole, în anul 1912 i s-a conferit titlul de consilier comercial cezaro-crăiesc. Ulterior, statul român l-a distins și cu Medalia „Meritul comercial și industrial”.
Atenția lui s-a concentrat pe trandafiri și canna, dar și asupra plantelor exotice și aclimatizării acestora în Banat. A creat soiul de canna Margarethe-Mühle-Canna, precum și soiurile de trandafiri Wilhelm-Bölsche-Rose, Hans-Molisch-Rose și Banater-Rose. În total, a înregistrat 13 noi soiuri de trandafiri.
În calitate de co-fondator al Asociației Prietenii Rozelor, a fost responsabil de proiectarea și realizarea Parcului Rozelor din Timișoara. Prima grădină de trandafiri a Timișoarei, co-planificată de tatăl său, Wilhelm Mühle, a fost distrusă în Primul Război Mondial. Prima schiță a noii grădini de trandafiri îi aparține lui Árpád Mühle. Parcul Rozelor a primit forma sa finală în 1935.
În ultimii ani ai vieții sale, Árpád Mühle a fost preocupat de grădinile alpine. În vara anului 1930 a fost invitat la Sibiu de către asociația de horticultură locală. După întâlnire, a vrut să caute plante montane rare în Munții Bucegi, dar a fost nevoit să-și întrerupă drumeția din motive de sănătate. Pe 22 iulie 1930, Árpád Mühle a decedat la vârsta de 60 de ani în Sinaia. Patru zile mai târziu, a fost înmormântat la Timișoara.

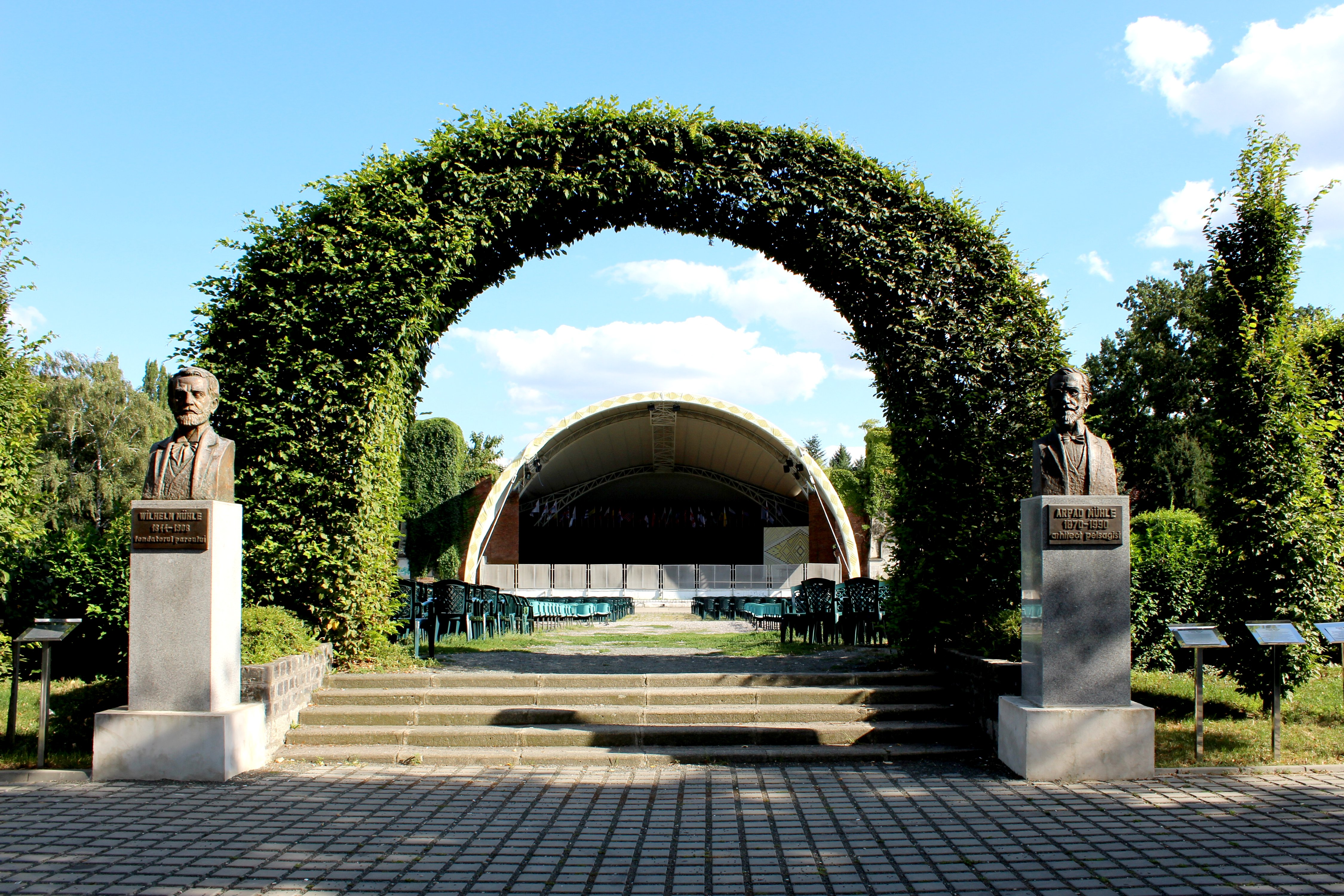
Busturi ale lui Árpád și Wilhelm Mühle în Parcul Rozelor din Timișoara

Pe 1 august 2014, bustul lui Árpád Mühle a fost dezvelit în mod festiv în Parcul Rozelor din Timișoara. Este opera sculptorului Aurel Gheorghe Ardeleanu. Bustul este amplasat în apropierea celui al tatălui său, Wilhelm Mühle.

## Publicații
Arpad Mühle a publicat articole în Temesvarer Zeitung sub pseudonimul Linné der Pflanzer. Buletinele sale despre horticultură, Gartenbauanzeiger, apăreau de două ori pe săptămână în autoeditare și erau oferite gratuit clienților săi. În ziarul Temesvarer Zeitung din 1930 a apărut un articol despre grădini alpine intitulat Alpine Steingärten – ein Kapitel für Natur- und Gartenfreunde (în traducere: „Grădini alpine – un capitol pentru iubitorii naturii și ai grădinilor”).
A publicat mai multe cărți de specialitate și cataloage de trandafiri sub formă de carte:
- Die Schönsten Blatt- und Florapflanzen. Deren Zucht und Pflege, Timișoara, 1908 (în traducere: „Cele mai frumoase plante cu frunze și flori. Cultura și îngrijirea acestora”);
- Die Kultur der Chrysanthemen, Timișoara, 1908 (în traducere: „Cultura crizantemelor”);
- Das Geschlecht der Canna. Deren Geschichte, Cultur und Anzucht, Timișoara, 1909 (în traducere: „Genul Canna. Istoria, cultura și cultivarea lor”);
- Mühle's Rosenbuch, Timișoara, 1916 (în traducere: „Cartea trandafirilor a lui Mühle”);
- Aus sonnigen Landen. Reisebriefe einer Sommerfahrt, Timișoara, 1911 (în traducere: „Din ținuturi însorite. Scrisori de călătorie dintr-o excursie de vară”);
- Wegeblumen. Auf froher Wanderschaft gepflückt, publicată de Viktor Orendi-Hommenau, Timișoara, 1918 (în traducere: „Flori de drum. Culegeri dintr-o plimbare veselă”);
- Rosenkataloge (în traducere: „Cataloage de trandafiri”).

## Apartenențe
- Membru al Senatului Timișoarei
- Președinte al Asociației Prietenii Grădinii (1912)
- Vicepreședinte al Asociației Prietenii Muzicii
- Co-fondator al Asociației Prietenii Tradafirilor
- Președinte al Asociației Prietenii Trandafirilor din România
- Președinte de onoare al Societății Schlaraffia Timișoara[1]

## Onoruri
- Ordinul Medjidie al Imperiului Otoman, cu titlul de bei și dreptul de a purta fes (astazi expus la Muzeul Banatului);
- Ordinului Coroana României, cu spade, în grad de comandor;[3]
- Consilier comercial cezaro-crăiesc al Austro-Ungariei, 1912;
- Ordinul „Meritul Comercial și Industrial” al Regatului României
- Bustul lui Árpád Mühle din Parcul Rozelor din Timisoara (2014).